# 8-Bit Operators: The Music of Kraftwerk
8-Bit Operators: The Music of Kraftwerk — сборник различных исполнителей с кавер-версиями песен группы Kraftwerk в жанре чиптюн, вышедший 6 февраля 2007 года на музыкальных лейблах Astralwerks и EMI.

## Предыстория
Исполнительный продюсер Джереми Колосин и основатель электронной группы начала 1980-х Futurisk и музыкальной группы Receptors следующим образом объяснял появление релиза:

Что ж, первое, что приходит мне на ум, когда я увидел шоу для геймбоев, было компьютерное мировое турне Kraftwerk 1981 года, когда четверо из них играли на различных портативных устройствах во время исполнения песни «Pocket Calculator». Кроме того, это появилось в печати из цитаты Glomag и первоапрельской шутки о 8-битном оружии, которая имела неприятные последствия.
Этот сборник каверов Kraftwerk был несколько необычным, поскольку Ральф Хюттер из Kraftwerk выбрал окончательный состав треков.
В последующем интервью, когда его спросили о выпуске 8-Bit Operators, Ральф Хюттер ответил:

Это стимулирует ум, минимум/максимум исходит из уровней звука, мыслей и идей. Подобно Autobahn и Trans-Europe Express, это очень простые и элементарные идеи, но они предлагают шаблон или концепцию для импровизации..

## Список композиций
| №   | Название                                | Исполнитель(и)         | Длительность |
| --- | --------------------------------------- | ---------------------- | ------------ |
| 1.  | «The Robots (Die Roboter)»              | Bacalao                | 3:29         |
| 2.  | «Pocket Calculator»                     | Glomag                 | 3:54         |
| 3.  | «Computer Love»                         | Covox                  | 3:40         |
| 4.  | «Showroom Dummies»                      | Role Model             | 3:59         |
| 5.  | «The Model»                             | Nullsleep              | 3:57         |
| 6.  | «Radioactivity»                         | David E.Sugar          | 4:12         |
| 7.  | «Kristallo»                             | Oliver Wittchow        | 4:22         |
| 8.  | «Spacelab»                              | 8-Bit Weapon           | 4:54         |
| 9.  | «Computer World (Computerwelt)»         | firestARTer            | 4:26         |
| 10. | «Electric Café»                         | Neotericz              | 4:03         |
| 11. | «Trans-Europe Express»                  | Receptors              | 4:02         |
| 12. | «Tanzmusik»                             | Herbert Weixelbaum     | 3:58         |
| 13. | «It's More Fun to Compute»              | Bubblyfish             | 3:52         |
| 14. | «Antenna»                               | Bit Shifter            | 3:48         |
| 15. | «The Man-Machine (Die Mensch-Maschine)» | gwEm and Counter Reset | 4:06         |

## Винил
Сторона A винила состояла из «Pocket Calculator (Megamix)» Glomag (featuring 0x7f, Bit Shifter, Bubblyfish, firestARTer, Hey Kid Nice Robot, Ladybug, M-.-n, Nullsleep, Psilodump, Random, Sidabitball, and David E Sugar).
Сторона B содержала альтернативный кавер на «The Robots» от 8-Bit.

## Приём
AllMusic дал альбому 5 баллов.

## Чарты
В марте 2007 года альбом занял первое место в CMJ RPM (электронный чарт колледжей Северной Америки).
Виниловая 12-дюймовая версия сингла была выпущена 24 февраля 2007 года в качестве предшественника полноформатного компакт-диска и достигла 17-го места в чарте продаж синглов Hot Dance журнала Billboard.